# Llista de municipis del districte de Zvolen
Llista de tots els municipis del districte de Zvolen de la regió de Banská Bystrica.
Informació actualitzada per un bot. Els canvis manuals es perdran quan s'actualitzi!
| Escut | Municipi                   | Població | Superfície km² | Densitat | Altitud | Codi postal                | Codi territorial | Dades a Wikidata              |
| ----- | -------------------------- | -------- | -------------- | -------- | ------- | -------------------------- | ---------------- | ----------------------------- |
|       | Babiná                     | 544      | 22,2           | 24,54    | 418     | 962 61 (pošta Dobrá Niva)  | SK032B518166     | Modifica les dades a Wikidata |
|       | Bacúrov                    | 159      | 9,6            | 16,56    | 452     | 962 61 (pošta Dobrá Niva)  | SK032B518174     | Modifica les dades a Wikidata |
|       | Breziny                    | 377      | 5,5            | 68,74    | 366     | 962 61 (pošta Dobrá Niva)  | SK032B518191     | Modifica les dades a Wikidata |
|       | Budča                      | 1.370    | 15,9           | 86,11    | 285     | 962 33                     | SK032B518204     | Modifica les dades a Wikidata |
|       | Bzovská Lehôtka            | 139      | 6,1            | 22,82    | 422     | 962 62 (pošta Sása)        | SK032B518221     | Modifica les dades a Wikidata |
|       | Dobrá Niva                 | 1.822    | 52,5           | 34,7     | 357     | 962 61                     | SK032B518298     | Modifica les dades a Wikidata |
|       | Dubové                     | 385      | 13,3           | 28,95    | 422     | 962 61 (pošta Dobrá Niva)  | SK032B518361     | Modifica les dades a Wikidata |
|       | Hronská Breznica           | 251      | 9,5            | 26,38    | 268     | 966 11 (pošta Trnavá Hora) | SK032B518476     | Modifica les dades a Wikidata |
|       | Kováčová (Banská Bystrica) | 1.695    | 7,2            | 237,02   | 306     | 962 37                     | SK032B518506     | Modifica les dades a Wikidata |
|       | Lešť                       | 28       | 145,5          | 0,19     | 570     | 962 63 (pošta Pliešovce 1) | SK032B518581     | Modifica les dades a Wikidata |
|       | Lieskovec                  | 1.372    | 13,9           | 98,72    | 304     | 962 21                     | SK032B558133     | Modifica les dades a Wikidata |
|       | Lukavica                   | 287      | 5,2            | 55,59    | 339     | 962 31 (pošta Sliač)       | SK032B558087     | Modifica les dades a Wikidata |
|       | Michalková                 | 45       | 5,4            | 8,31     | 581     | 962 61 (pošta Dobrá Niva)  | SK032B518654     | Modifica les dades a Wikidata |
|       | Ostrá Lúka                 | 333      | 20,3           | 16,43    | 462     | 962 61 (pošta Dobrá Niva)  | SK032B518671     | Modifica les dades a Wikidata |
|       | Očová                      | 2.451    | 88,4           | 27,74    | 400     | 962 23                     | SK032B518662     | Modifica les dades a Wikidata |
|       | Pliešovce                  | 2.262    | 56,4           | 40,13    | 400     | 962 63                     | SK032B518689     | Modifica les dades a Wikidata |
|       | Podzámčok                  | 555      | 8,4            | 65,69    | 394     | 962 61 (pošta Dobrá Niva)  | SK032B518697     | Modifica les dades a Wikidata |
|       | Sielnica                   | 1.419    | 17,8           | 79,54    | 338     | 962 31 (pošta Sliač)       | SK032B518760     | Modifica les dades a Wikidata |
|       | Sliač                      | 4.788    | 39,8           | 120,21   | 305     | 962 31                     | SK032B518808     | Modifica les dades a Wikidata |
|       | Sása                       | 830      | 24,7           | 33,64    | 383     | 962 62                     | SK032B518727     | Modifica les dades a Wikidata |
|       | Turová                     | 450      | 7              | 64,5     | 335     | 962 34 (pošta Tŕnie)       | SK032B518891     | Modifica les dades a Wikidata |
|       | Tŕnie                      | 427      | 12,3           | 34,74    | 516     | 962 34                     | SK032B518875     | Modifica les dades a Wikidata |
|       | Veľká Lúka                 | 868      | 8,5            | 101,7    | 308     | 962 31 (pošta Sliač)       | SK032B581585     | Modifica les dades a Wikidata |
|       | Zvolen                     | 39.175   | 98,7           | 396,8    | 293 297 | 960 01                     | SK032B518158     | Modifica les dades a Wikidata |
|       | Zvolenská Slatina          | 2.795    | 45,9           | 60,84    | 328     | 962 01                     | SK032B518972     | Modifica les dades a Wikidata |
|       | Železná Breznica           | 543      | 19,1           | 28,46    | 435     | 962 34 (pošta Tŕnie)       | SK032B518981     | Modifica les dades a Wikidata |